# Ischnocoelia polychroma
Ischnocoelia polychroma är en stekelart som beskrevs av Giordani Soika 1969. Ischnocoelia polychroma ingår i släktet Ischnocoelia och familjen Eumenidae. Inga underarter finns listade i Catalogue of Life.